# Варци
Варци (итал. Varzi) је насеље у Италији у округу Павија, региону Ломбардија.
Према процени из 2011. у насељу је живело 2306 становника. Насеље се налази на надморској висини од 419 м.

## Становништво
| 1931. | 1936. | 1951. | 1961. | 1971. | 1981. | 1991. | 2001. | 2011. |
| ----- | ----- | ----- | ----- | ----- | ----- | ----- | ----- | ----- |
| 5.619 | 5.901 | 5.407 | 4.730 | 4.394 | 4.112 | 3.853 | 3.539 | 3.405 |